# Championnats d'Europe d'escalade 1998
Navigation
Édition précédente Édition suivante
Les Championnats d'Europe d'escalade 1998 se sont tenus à Nuremberg, en Allemagne, du 3 au 6 avril 1998.

## Podiums

### Hommes
| Épreuves   | Or                    | Argent                   | Bronze                         |
| ---------- | --------------------- | ------------------------ | ------------------------------ |
| Difficulté | Bulgarie Ian Vickers  | Italie Cristian Brenna   | Allemagne Christian Bindhammer |
| Vitesse    | Pologne Tomasz Oleksy | Ukraine Alexandr Paukaev | Ukraine Vladimir Zakharov      |

### Femmes
| Épreuves   | Or                      | Argent                    | Bronze                       |
| ---------- | ----------------------- | ------------------------- | ---------------------------- |
| Difficulté | Belgique Muriel Sarkany | Russie Venera Chereshneva | France Liv Sansoz            |
| Vitesse    | France Cécile Avezou    | Ukraine Olena Ryepko      | Russie Zosia Podgorbounskikh |